# 歐拉-拉格朗日方程
歐拉-拉格朗日方程（英語：Euler-Lagrange equation）為變分法中的一條重要方程。它是一个二阶偏微分方程。它提供了求泛函的臨界值（平穩值）函數，換句話說也就是求此泛函在其定義域的臨界點的一個方法，與微積分差異的地方在於，泛函的定義域為函數空間而不是 {\displaystyle \mathbb {R} ^{n}}。
该方程由瑞士数学家莱昂哈德·欧拉与意大利数学家约瑟夫·拉格朗日在1750年代提出。

## 第一方程
設{\displaystyle f=f(x,\ y,\ z)}，以及{\displaystyle f_{y},\ f_{z}}在{\displaystyle [a,\ b]\times \mathbb {R} ^{2}}中連續，並設泛函
{\displaystyle J(y)=\int _{a}^{b}f(x,y(x),y'(x))dx}。
若{\displaystyle y\in C^{1}[a,\ b]}使得泛函{\displaystyle J(y)}取得局部平穩值，則對於所有的{\displaystyle x\in (a,\ b)}，
{\displaystyle {\frac {d}{dx}}{\frac {\partial }{\partial y'}}f(x,y,y')={\frac {\partial }{\partial y}}f(x,y,y')}。
推廣到多維的情況，記 
{\displaystyle {\vec {y}}(x)=(y_{1}(x),y_{2}(x),\ldots ,y_{n}(x))}，
{\displaystyle {\vec {y}}'(x)=(y'_{1}(x),y'_{2}(x),\ldots ,y'_{n}(x))}，
{\displaystyle f(x,{\vec {y}},{\vec {y}}')=f(x,y_{1}(x),y_{2}(x),\ldots ,y_{n}(x),y'_{1}(x),y'_{2}(x),\ldots ,y'_{n}(x))}。
若{\displaystyle {\vec {y}}'(x)\in (C^{1}[a,b])^{n}}使得泛函{\displaystyle J({\vec {y}})=\int _{a}^{b}f(x,{\vec {y}},{\vec {y}}')dx}取得局部平穩值，則在區間{\displaystyle (a,\ b)}內對於所有的{\displaystyle i=1,\ 2,\ \ldots ,\ n}，皆有
{\displaystyle {\frac {d}{dx}}{\frac {\partial }{\partial y'_{i}}}f(x,{\vec {y}},{\vec {y}}')={\frac {\partial }{\partial y_{i}}}f(x,{\vec {y}},{\vec {y}}')}。

## 第二方程
設{\displaystyle f=f(x,\ y,\ z)}，及{\displaystyle f_{y},\ f_{z}}在{\displaystyle [a,\ b]\times \mathbb {R} ^{2}}中連續，若{\displaystyle y\in C^{1}[a,\ b]}使得泛函{\displaystyle J(y)=\int _{a}^{b}f(x,y(x),y'(x))dx}取得局部平穩值，則存在一常數{\displaystyle C}，使得
{\displaystyle f(x,y,y')-y'(x)f_{y\,'}(x,y,y')=\int _{a}^{x}f_{x}(x(t),y(t),y'(t))dt+C}。

## 例子

### 例一：两点之间最短曲线
設{\displaystyle (0,\ 0)}及{\displaystyle (a,\ b)}為直角坐標上的兩個固定點，欲求連接兩點之間的最短曲線。設{\displaystyle (x(t),\ y(t))(t\in [0,\ 1])}，並且 
{\displaystyle (x(0),\ y(0))=(0,\ 0),\ (x(1),\ y(1))=(a,\ b)}；
這裏，{\displaystyle (x(t),\ y(t))\in C^{1}[0,\ 1]}為連接兩點之間的曲線。則曲線的弧長為
{\displaystyle L(y)=\int _{0}^{1}{\sqrt {[x'(t)]^{2}+[y'(t)]^{2}}}dt}。
現設 
{\displaystyle {\vec {y}}(t)=(x(t),\ y(t))}，
{\displaystyle f(t,\ {\vec {y}}(t),\ {\vec {y}}'(t))={\sqrt {x'(t)^{2}+y'(t)^{2}}}}，
取偏微分，則
{\displaystyle f_{x'}={\frac {x'(t)}{\sqrt {x'(t)^{2}+y'(t)^{2}}}}}，
{\displaystyle f_{y'}={\frac {y'(t)}{\sqrt {x'(t)^{2}+y'(t)^{2}}}}}，
{\displaystyle f_{x}=f_{y}=0}。
若{\displaystyle y}使得{\displaystyle L(y)}取得局部平穩值，則{\displaystyle y}符合第一方程：
{\displaystyle {\frac {d}{dt}}f_{x'}(t,y,y')=f_{x}(t,y,y')=0}，
{\displaystyle {\frac {d}{dt}}f_{y'}(t,y,y')=f_{y}(t,y,y')=0}。
因此，
{\displaystyle {\frac {d}{dt}}{\frac {x'}{\sqrt {x'(t)^{2}+y'(t)^{2}}}}=0}，
{\displaystyle {\frac {d}{dt}}{\frac {y'}{\sqrt {x'(t)^{2}+y'(t)^{2}}}}=0}。
隨{\displaystyle t}積分，
{\displaystyle {\frac {x'}{\sqrt {x'^{2}+y'^{2}}}}=C_{0}}，
{\displaystyle {\frac {y'}{\sqrt {x'^{2}+y'^{2}}}}=C_{1}}；
這裏，{\displaystyle C_{0},\ C_{1}}為常數。重新編排，
{\displaystyle x'={\sqrt {\frac {C_{0}^{2}}{1-C_{0}^{2}}}}=r}，
{\displaystyle y'={\sqrt {\frac {C_{1}^{2}}{1-C_{1}^{2}}}}=s}。
再積分， 
{\displaystyle x(t)=rt+r'}，
{\displaystyle y(t)=st+s'}。
代入初始條件 
{\displaystyle (x(0),\ y(0))=(0,\ 0)}，
{\displaystyle (x(1),\ y(1))=(a,\ b)}；
即可解得{\displaystyle (x(t),\ y(t))=(at,\ bt)}，是連接兩點的一條線段。
另經過其他的分析，可知此解為唯一解，並且該解使得{\displaystyle L(y)}取得極小值，所以在平面上連結兩點間弧長最小的曲線為一直線。

### 例二：两点之间最短曲线的另一种求解
另一个例子同样是求定义在区间[a, b]上的实值函数y满足y(a) = c与y(b) = d，并且沿着y所定义的曲线的道路长度最短。
{\displaystyle s=\int _{a}^{b}{\sqrt {1+y'^{2}}}\mathrm {d} x,}
被积函数为
{\displaystyle L(x,y,y')={\sqrt {1+y'^{2}}}}
L的偏导数为
{\displaystyle {\frac {\partial L(x,y,y')}{\partial y'}}={\frac {y'}{\sqrt {1+y'^{2}}}}}
以及
{\displaystyle {\frac {\partial L(x,y,y')}{\partial y}}=0.}
把上面两式代入欧拉-拉格朗日方程，可以得到
{\displaystyle {\begin{aligned}{\frac {\mathrm {d} }{\mathrm {d} x}}{\frac {y'(x)}{\sqrt {1+(y'(x))^{2}}}}&=0\\{\frac {y'(x)}{\sqrt {1+(y'(x))^{2}}}}&=C={\text{constant}}\\\Rightarrow y'(x)&={\frac {C}{\sqrt {1-C^{2}}}}:=A\\\Rightarrow y(x)&=Ax+B\end{aligned}}}
也就是说，该函数的一阶导数必须为常值，因此其图像为直线。

## 參閱
- 拉格朗日方程式
- 變分法
- 作用量
- 哈密頓原理